# Thaddäus Schwabl
Thaddäus „Thäus“ Schwabl (* 30. März 1917 in Kitzbühel, Österreich-Ungarn; † 26. August 1993 ebenda, Österreich) war ein österreichischer Skirennläufer. Er nahm 1938 an den Weltmeisterschaften in Engelberg teil und trug sich dreimal in die Siegerliste des Hahnenkammrennens ein. Schwabl gewann sowohl die letzte Hahnenkammabfahrt vor als auch die erste nach dem Zweiten Weltkrieg.

## Biografie

### Sportliche Laufbahn
Der sportliche Durchbruch gelang Thaddäus Schwabl im Winter 1937. Im Rahmen der fünften Hahnenkammrennen in seiner Heimatstadt Kitzbühel gewann er die Abfahrt und belegte in der Kombination Platz zwei hinter seinem Landsmann Wilhelm Walch. Außerdem errang er sowohl in der Abfahrt als auch in der Kombination den österreichischen Jugendmeistertitel. Ein Jahr später nahm er an den Weltmeisterschaften in Engelberg teil und schrammte nach den Rängen fünf in Abfahrt und Slalom als Kombinationsvierter nur knapp an einer Medaille vorbei. Während der Zeit des Nationalsozialismus gehörte Schwabl dem Gebirgsjäger-Regiment 136 der Wehrmacht an und gewann für den Kitzbüheler Ski Club 1939 den Wehrmachts-Skimeistertitel. Laut Berichterstattung durch den Tiroler Grenzboten verlor er im Abfahrtslauf einen Stock und „schnaggelte“ stark.
Nachdem die Hahnenkammrennen 1938 und 1939 wegen Schneemangels abgesagt worden und in den Jahren danach dem Zweiten Weltkrieg zum Opfer gefallen waren, konnten sie erst 1946 wieder ausgetragen werden. Thaddäus Schwabl war nach achtjähriger Pause somit Titelverteidiger und konnte die Abfahrt in der damaligen Rekordzeit von 3:01,02 Minuten gleich wieder gewinnen. Bei seinem ersten Sieg 1937 hatte er noch 3:53,10 Minuten für die Bewältigung der Strecke gebraucht. 1948 gelang ihm auch ein Slalomsieg am Ganslernhang, danach beendete er seine aktive Laufbahn. An den Olympischen Spielen in St. Moritz durfte er aufgrund seiner Trainertätigkeit nicht teilnehmen.

### Weitere Karriere
Thaddäus Schwabl war bereits im Alter von 15 Jahren in seiner Heimatstadt als Skilehrer tätig. Mit 20 Jahren begann er als Trainer in der österreichischen Rennläuferschule in Zell am See zu arbeiten. Nachdem er auch während des Krieges Skirennläufer betreut hatte, etwa 1943 jene der spanischen Nationalmannschaft, wechselte er 1947 als Lehrmeister an die Rennläuferschule von Tschagguns. Schließlich wurde er österreichischer Nationaltrainer und begleitete unter anderem Trude Beiser zu ihrem Olympiasieg 1948. In den Sommermonaten arbeitete Schwabl als Bademeister im städtischen Freibad am Schwarzsee.
Schwabl war mit Anna Pfister verheiratet, mit der er einen gemeinsamen Sohn (* 1946) hatte. Er starb 1993 nach langer schwerer Krankheit.

## Erfolge

### Weltmeisterschaften
- Engelberg 1938: 4. Kombination, 5. Abfahrt, 5. Slalom

### Weitere Erfolge (Auswahl)
- 2 österreichische Jugendmeistertitel (Abfahrt und Kombination 1937)
- Wehrmachtsmeistertitel 1939
- 3 Siege und 4 weitere Podestplätze bei den Hahnenkammrennen[1]
  - 1. Platz Abfahrt 1937
  - 1. Platz Abfahrt 1946
  - 1. Platz Slalom 1948
  - 2. Platz Kombination 1937
  - 2. Platz Spezialabfahrt 1948
  - 3. Platz Abfahrt 1948
  - 3. Platz Kombination 1948
  - 5. Platz Slalom 1947
  - 5. Platz Kombination 1947